# Eurois passetii
Eurois passetii är en fjärilsart som beskrevs av Thierry-mieg 1886. Eurois passetii ingår i släktet Eurois och familjen nattflyn. Inga underarter finns listade i Catalogue of Life.